# Coelogyne occultata
Coelogyne occultata är en orkidéart som beskrevs av Joseph Dalton Hooker.
Coelogyne occultata ingår i släktet Coelogyne och familjen orkidéer.

## Underarter
Arten delas in i följande underarter:
- Coelogyne occultata occultata
- Coelogyne occultata uniflora

## Bildgalleri

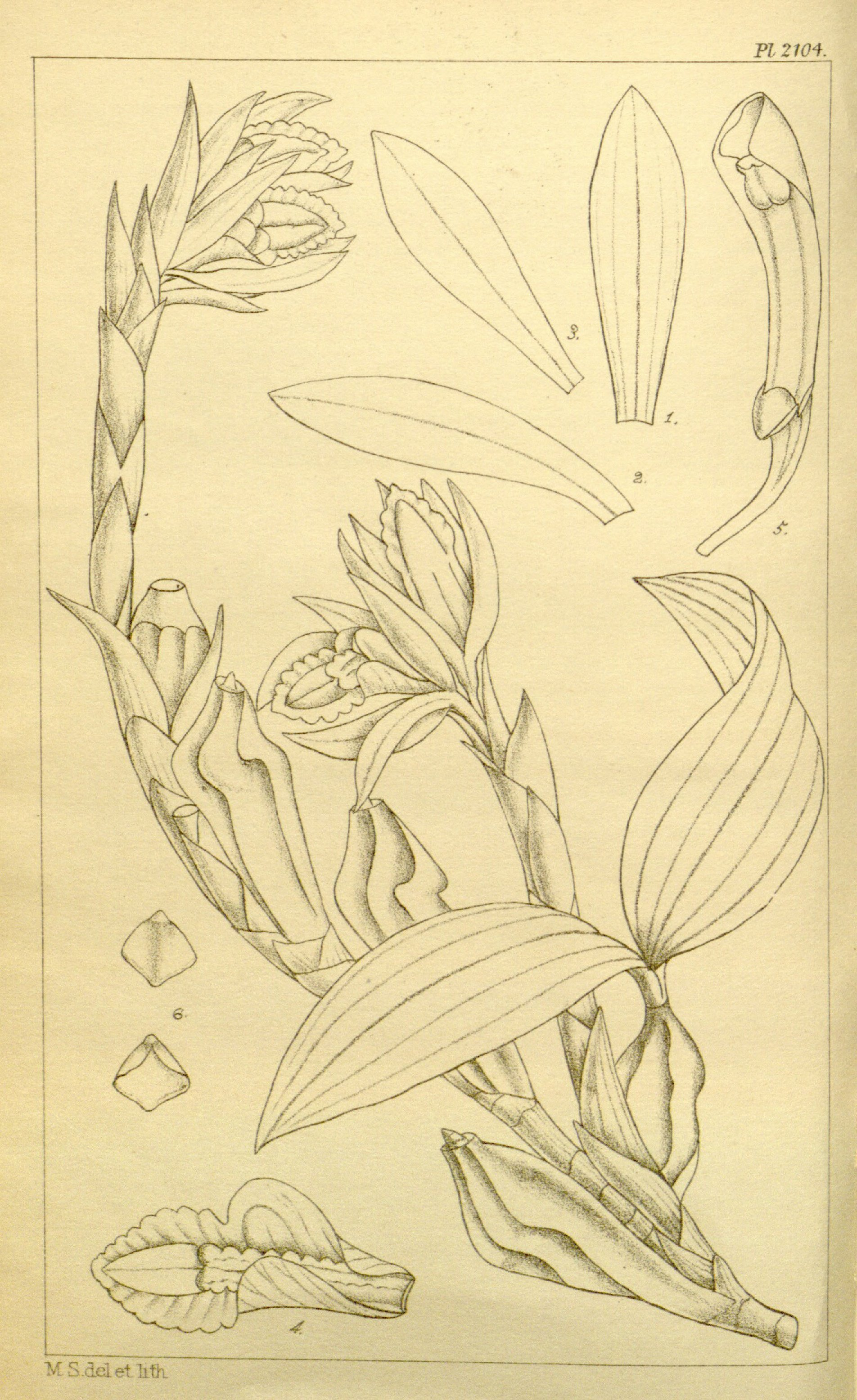